# Дойранчани
Дойранчани (на македонска литературна норма: дојранчани) са жителите на историческия град Дойран, Северна Македония. Това е списък на най-известните от тях

## Родени в Дойран
А – Б – В – Г – Д –
Е – Ж – З – И – Й –
К – Л – М – Н – О –
П – Р – С – Т – У –
Ф – Х – Ц – Ч – Ш –
Щ – Ю – Я

### А
- Александър Попов (1889 - ?), български революционер от ВМРО, пълномощник на ЦК в Петричко[1]
- Андон Илиев, български революционер
- Андон Митов (1909 – 1975), български лекар
- Антон Костов (1873 – 1939), български революционер
- Антон Панов (1906 – 1967), драматург от СР Македония
- Антон Чакмаков (1909 – 1967), лекар от СР Македония

### Б
- Благой Попкостов (1890 – след 1944), български юрист, прокурор в Дупница и Стара Загора,[2] съден от Народния съд и оправдан, изпратен на принудителна работа в язовир при Павликени[3]
- Борис Демирджиев (1892 – ?), български революционер
- Борис Петров Лимонов (1893 – ?), български военен деец, подполковник
- Борис Стамболиев (1913 - 1974), български комунист
- Борис Янишлиев (1887 – 1964), български общественик

### Г
- Георги Абаджиев (1910 – 1963), писател и публицист от СР Македония
- Георги Бугарчев, български индустриалец
- Георги Кулишев (1885 – 1974), български политик
- Герасим Михайлов (1878 – 1925), български политик, деец на БКП
- Гоце Митев (1878 – ?), български революционер
- Георги Константинов (1883 – 1956), сръбски просветен деец[4]
- Георги Стаменов (1845 – 1926), български просветен деец

### Д
- Димитър Бръзицов (1858 – 1931), български преводач и публицист
- Димитър Гюзелов (1902 – 1945), български революционер
- Димитър Михайлов (1866 – 1936), български просветен и църковен деец
- Димитър Хаджидинев (1875 – 1941), български общественик
- Димитър Прочков, български революционер, деец на ВМОРО, под арест към 1918 г.[5]

### Е
- Екатерина (Катерина) Н. Телятинова, българска просветна деятелка, учителка в Дойран в началото на XX век[6]
- Елефтер Георгиев, македоно-одрински опълченец, Сборна партизанска рота на МОО, попаднал в гръцки плен[7]

### И
- Иван Телятинов (1871 – 1930), български революционер

### К
- Кирил Граматиков (р. 1948), инженер от Северна Македония
- Кирил Ст. Аваджиев, македоно-одрински опълченец, 26-годишен, железар, основно образование, 14 воденска дружина[8]
- Кольо Ангелов (? – 1903), български революционер

### М
- Манчо Стойков (? – 1900), български революционер
- Мария Попкостова (около 1879 - ?), българска просветна деятелка
- Мария Поппетрова, българска просветна деятелка, учителка в Дойран в началото на XX век[6]
- хаджи Мехмед ефенди Калцуковали, главен дойрански мюфтия[9]
- Мицо Тенчев (1880 – 1903), български революционер

### Н
- Никола Думчев, български просветен деец
- Никола Минцев (1880 – 1927), български революционер
- Никола Стоянов (1874 – 1967), български учен
- Никола Текелиев (1876 – 1930), български учител и революционер
- Никола Хаджиташев (1882 – 1924), български учител и революционер
- Никола Бръзицов (1873 – ?), български лекар
- Никола (Кольо) Чакъров (1901 – 1926), български революционер
- Никола Янишлиев (1878 – 1924), български просветен и музикален деец

### О
- Олга Петрушева (1902 – 1980), деец на НОВМ и НОФ

### П
- Панде Наков Куюмджиев (1876 – след 1943), български революционер

### С
- Стоян Митов (1837 – 1919), български общественик

### Т
- Ташко Комитов (1894 - 1925), български революционер, анархист
- Тенчо Тенчев, български революционер
- Теодосий Синаитски (? – 1843), български просветител
- Тома Захов, български просветен деец и революционер
- Тошо Хаджитошев, български революционер, четник на Ичко Димитров в 1912 г.[10]
- Трайко Кюрчанов (1872 – 1913), български революционер

### Х
- Христо Андонов Полянски (1927 – 1985), историк от СР Македония
- Христофор Жефарович (? – 1753), български и сръбски зограф, писател и поет
- Христо Ампов (1896 - 1982), български революционер
- Христо Динев, български революционер
- Христо Кривошиев (около 1871 – след 1942), български революционер
- Христо Телятинов (1849 – 1913), български църковен деец
- Христо Франгулата, български революционер

### Я
- Янаки Илиев (1881 – 1941), български революционер

## Македоно-одрински опълченци от Дойран
- Атанас Георгиев, 26-годишен, хлебар с IV отделение, 4-та рота на 14-а воденска дружина, зачислен на 3 март 1913 година[11]
- Георги М. Дамянов, 22-годишен, дюлгер с I клас, Гевгелийска чета и 3-та рота на 13-а кукушка дружина, служи до края на опълчението на 10 август 1913 година[12]
- Димитър (Мито) Георгиев, 20 или 21-годишен, дюлгер, Солунски доброволчески отряд и 1-ва рота на 14-а воденска дружина[13]
- Иван Георгиев, 25-годишен, четата на Георги Занков и 6-а охридска дружина[14]
- Йордан Гулов, 25-годишен, Солунски доброволчески отряд[15]
- Кирил Ст. Аваджиев, 26-годишен, железар с основно образование, 14-а воденска дружина[16]
- Нако Илиев Парталов, 27-годишен, Инженерно-техническа част на МОО и 4-та рота на 5-а одринска дружина, отличен с орден „За храброст“ IV степен[17][18]
- Пандо Григоров, 30-годишен, готвач с III отделение, 2-ра рота на 3-та солунска дружина, служи от 18 септември до 11 ноември 1912 година, ранен[19]
- Пане Георгиев, 29-годишен, зидар с I клас, 2-ра рота на 13-а кукушка дружина, зачислен на 3 март 1913 година и служи до края на опълчението на 10 август, отличен с орден „За храброст“ IV степен[20]
- Туше Георгиев, 27-годишен, тютюноработник с IV отделение, Кукушка чета и 4-та рота на 13-а кукушка дружина, загива на 22 юни 1913 година[21]
- Христо Митев Стаменов, 30-годишен, учител със средно образование, 3 Гевгелийска чета, Нестроева рота на 13 кукушка дружина[22]
- Христо Николов, 25-годишен, хлебар, четата на Гоце Бърдаров[23]

## Починали в Дойран
- Ангел Маринов Кафеджийски, роден 12.08.1883 г. в с. Лешница Ловешко български военен деец, капитан, загинал на 08.05.1917 г. край Дойран през Първата световна война, участвал в боевете на Чаталджа и Бююк Чекмедже край Истанбул от където се прибира като победител, пленяван в Сърбия където за негов късмет офицера се оказва негов състудент от Лозана Швейцария (там е завършил право) на погребението край Дойран е присъствал и брат му Найден. [24]
- Ангел Христов Попов, български военен деец, капитан, загинал през Първата световна война[25]
- Гено Ботев Петков, български военен деец, поручик, загинал през Първата световна война[26]
- Георги Василев Джабарски, български военен деец, капитан, загинал през Първата световна война[27]
- Георги Стоянов (1874 – 1917), български писател
- Гечо Христов Гълъбов, български военен деец, поручик, загинал през Първата световна война[28]
- Иван Иванов Баев, български военен деец, подпоручик, загинал през Първата световна война[29]
- Иван Христов Стойчев, български военен деец, подпоручик, загинал през Междусъюзническа война[30]
- Илия Костов Първанов, български военен деец, поручик, загинал през Първата световна война[31]
- Йосиф Киров (1901 – 1929), български революционер
- Калчо Бърчов Станков, български военен деец, поручик, загинал през Междусъюзническа война[32]
- Кирил Стоянов, български военен деец, подпоручик, загинал през Първата световна война[33]
- Крум Блажов Пелов, български военен деец, подпоручик, загинал през Първата световна война[34]
- Луи Айер (1865 – 1916), български общественик от швейцарски произход
- Марин Пенчев Илиев, български военен деец, подпоручик, загинал през Първата световна война[35]
- Минчо Василев Джабарски, български военен деец, подпоручик, загинал през Първата световна война[36]
- Михайло Апостолски (1906 – 1987), югославски военен деец
- Николай Ив. Пушкаров, български военен деец, подпоручик, загинал през Първата световна война[37]
- Стефан Жеков Жековски, български военен деец, подпоручик, загинал през Първата световна война[38]
- Стефан Иванов Милешков, български военен деец, майор, загинал през Междусъюзническа война[39]
- Стефан Петров Йотовски, български военен деец, капитан, загинал през Първата световна война[40]
- Тодор Атанасов (Антонов) Алтънов, български военен деец, поручик, загинал през Първата световна война[41]
- Теодосий Синаитски (? – 1843), български просветител
- Тотю Радоев Грънчаров, български военен деец, капитан, загинал през Първата световна война[42]
- Христо Конов Лилов, български военен деец, поручик, загинал през Първата световна война[43]

## Други
- Георги Колцев, член първия дойрански околийски революционен комитет в 1894 година[44].
- Стамен Думчев (ок. 1800 – 1874), български свещеник и общественик
- Христо Бръзицов (1901 – 1980), български журналист и писател, син на Димитър Бързицов
- Фотий Пайотас (1870 – 1928), гръцки духовник, дойрански епископ от 1904 до 1913